# Paraspathius proculus
Paraspathius proculus är en stekelart som beskrevs av Nixon 1943. Paraspathius proculus ingår i släktet Paraspathius och familjen bracksteklar. Inga underarter finns listade i Catalogue of Life.